# خانه امین الدوله
خانه امین الدوله مربوط به دوره قاجار است و در لشت نشاء، روبروی پارک شهر واقع شده و این اثر در تاریخ ۲۵ اسفند ۱۳۷۹ با شمارهٔ ثبت ۳۳۶۷ به‌عنوان یکی از آثار ملی ایران به ثبت رسیده است.